# Kevin und Perry tun es
Kevin und Perry tun es (Originaltitel: Kevin & Perry Go Large) ist eine britische Filmkomödie aus dem Filmjahr 2000. Sie basiert auf der Figur Kevin the Teenager von Harry Enfield. Die Darstellerin Kathy Burke wurde 2001 für einen Empire Award als Beste Britische Darstellerin nominiert.

## Handlung
Die beiden Freunde Kevin und Perry werden von ihren Mitschülern als „ewige Jungfrauen“ bezeichnet. Beide träumen davon, große Techno-DJs zu werden. Nachdem Kevin durch Zufall einen Banküberfall verhindert hat, dürfen beide zur Belohnung nach Ibiza fliegen. 
Bereits am Flughafen treffen sie ihre Traumfrauen Candice und Gemma und den berühmten DJ Eye Ball Paul. Kevin und Perry tragen ihm die Koffer, um Kontakt zu ihm zu bekommen und ihm ihre Platte vorzustellen. Dies gelingt auch, doch Eye Ball Paul kommt auch in Besitz des Videos, auf dem Perry Kevins Eltern heimlich beim Sex gefilmt hat. Er mixt beides zusammen und spielt den Mix in der Diskothek Amnesia. Trotz der Verstimmung zwischen Kevin und Perry werden dadurch beide zu Stars und kommen schließlich auch mit ihren Mädchen zusammen.

## Kritiken
„Eine grobschlächtige Komödie voller Derbheiten und Peinlichkeiten, die mühelos jedes Niveau unterbietet und nicht mehr als ermüdende Unterhaltung bringt. Die Chance zu einer Persiflage des Genres wurde zwar gesehen, aber nicht genutzt.“